# Maxwell Jenkins
Maxwell Jenkins (* 3. května 2005 Chicago, Illinois) je americký filmový, televizní a divadelní herec. V televizi si zahrál ve sci-fi seriálu Osmý smysl, rebootu Ztraceni ve vesmíru, či krimiseriálu Jack Reacher, kde se objevil ve flashbacích jako mladý hlavní hrdina. Na filmovém plátně debutoval roku 2015 vedlejší rolí Tommyho v thrilleru Nenápadné zlo. Postavu Josepha Bella ztvárnil v životopisném dramatu Good Joe Bell z roku 2020.
V hudební skupině založené chicagskými školáky Cowboy Jesus and Sugar Bum získal pozici mandolinisty. Ovládá také hru na kytaru, housle a bicí.

## Soukromý život
Narodil se roku 2005 v illinoiském Chicagu do rodiny cirkusového klauna Jeffa Jenkinse a herečky Julie Greenbergové. Rodiče založili a řídili chicagský Midnight Circus. Z části tržeb byla financována renovace městských parků, kde cirkus stanoval. Od tří let začal vystupovat v cirkusových představeních, kde předváděl prvky na houpacím prkně, věnoval se akrobacii, přecházení lana ve výšce, žonglování a hře na mandolínu.

## Filmografie

### Film
| Rok  | Název                  | Role        | Poznámky |
| ---- | ---------------------- | ----------- | -------- |
| 2015 | Consumed               | Tommy       |          |
| 2016 | Popstar: Vše pro slávu | 10letý Owen |          |
| 2016 | Muž na pravém místě    | Ryan Jensen |          |
| 2020 | Good Joe Bell          | Joseph Bell |          |

### Televize
| Rok       | Název                                   | Role          | Poznámky               |
| --------- | --------------------------------------- | ------------- | ---------------------- |
| 2013–2014 | Betrayal                                | Oliver        | vedlejší role; 12 dílů |
| 2015      | Osmý smysl                              | mladý Will    | vedlejší role; 8 dílů  |
| 2015      | Námořní vyšetřovací služba: New Orleans | Ryan Griggs   | díl: „I Do“            |
| 2015      | Chicago Fire                            | J.J.          | hostující role; 2 díly |
| 2018–2021 | Ztraceni ve vesmíru                     | Will Robinson | hlavní role; 28 dílů   |
| 2021      | Chicago Med                             | EJ Daniels    | hostující role; 1 díl  |
| 2022      | Jack Reacher                            | mladý Reacher | hlavní role            |

## Ocenění
| Rok  | cena                | nominované dílo     | kategorie                  | výsledek  | zdroj |
| ---- | ------------------- | ------------------- | -------------------------- | --------- | ----- |
| 2020 | Young Artist Awards | Special Merit Award | Community Leadership Award | vítězství | [ 7 ] |